# 논스톱 5
《논스톱 5》는 2004년 10월 4일부터 2005년 10월 21일까지 방송되었던 시트콤이다.

## 줄거리
문화예술대의 영화 동아리에서 일어나는 에피소드로, 학생회관 신축공사로 인해 동아리 방이 모자라자, 학교 측은 인원이 적고 활동도 미미한 두 영화 동아리에 한방을 쓰도록 조치한다. 어쩔 수 없이 한방을 쓰게 된 두 동아리 회원들은 하는 일마다 티격태격 부딪힌다.

## 등장 인물

### 주요 인물
- 김용만

논씨네 아이들의 하숙집 주인. 비디오 대여점을 운영했지만, 영화감독이 되려는 꿈과 전혀 다른 삶에 대한 혐오로 고통스러웠다. 고민 끝에 영화감독이 되려는 꿈을 이루기 위해 미국에 유학을 간다.
- 정형돈

용만이 미국으로 가서 대신 하숙집을 맡는다. 국내 제일의 특수 분장사를 꿈꾸고 있다. 극중 조정린의 친오빠이다.
- 이정 (모델학과)

최고의 액션배우를 꿈꾸는 스턴트맨.
- 강경준 (조소과)

재벌 2세에 보헤미안 스타일.
- 박진우 (실용음악과)

심성이 착해 남에게 피해주는 일을 안한다. 본인이 웃겼으면 하는 바람을 가지고 있다.
- 이민우(신화)

준수한 외모에 춤과 노래 등 여러 방면으로 뛰어난 팔방미남, 바람둥이로도 유명하다.
- 이선웅

문화예대 동아리 연합회 회장. 오지랖이 넓고, 랩과 4개국어 등 머리는 명석하나 몸이 허약하다.
- 조정린 (방송연예과)

시골에서 상경한 소녀, 생명력 강한 캐릭터이다.
- 구혜선 (극작과)

시나리오 작가 지망생으로 더러운 것을 모르는 성격
- 홍수아 (무용과)

만능 엔터테이너를 꿈꾼다. 입이 가벼워 소문을 잘 퍼트리고 다닌다.
- 한효주

평범한 여대생으로 보이나, 본인에게 피해를 준 사람에게 복수하고, 도움을 준 사람은 꼭 보답을 한다.
- 이승기 (방송연예과 / 중도 하차)

한때 잘나갔던 아역배우 출신의 단역배우이며, 승부욕이 강하다.
- 김지우 (중도 하차)
- 진구 (중도 하차)
- 여승혁 (중도 하차)

### 그 외 인물
- 김기현 - 강경준의 아빠 재벌이다. 심술궃은 성격으로 강경준이 조정린과 사귀는 걸 과격하게 반대한다. 극중 이름은 강 회장임.
- 허정민 - 박진우의 중학교 동창 역
- 강성미
- 최지연 - 최지연(안검사) 역
- 송하윤
- 박명수
- 안세미
- 서성광
- 유정석
- 전수지
- 박상민
- 태빈
- 이현우
- 허이재
- 홍인영
- 김미연
- 유정현
- 김영찬
- 김흥국
- 장미인애
- 김경식
- 이윤석
- 김나운
- 김재승
- 김도향
- 김현철
- 전영미
- 이수경
- 노홍철
- 윤종신
- 동화
- 주민
- 춘자
- 김정훈
- 김국진
- 이지희
- 채연
- 정찬우
- 김창렬
- 문천식
- 김원희
- 테이
- 김진수
- 김영철
- 타블로
- 이재윤
- 이윤미
- 이장우
- 이다해
- 키스파이프
- 유니
- 채건
- 신마
- 규하
- 안혜경
- 정채은
- 박혜원
- 장하영
- 버즈
- 김기수
- 이재원
- 남창희
- 박민지
- 김미현
- SS501
- 김인석
- 천무스테파니
- 성은
- 신화(에릭, 전진)
- 김지석
- 길건
- 김창완
- 아이비
- 이혁재

### 특별출연
- 한예슬
- 현빈 : 본인 역
- 한혜진
- 하석진
- 한지혜
- MC몽
- 이민호
- 장윤정
- 이영은
- 이영아
- 오승은
- 김디에나
- 김흥국

## 제작진
- 연출 : 전진수, 김영진
- 조연출 : 조욱형, 김태호

## 같이 보기
- 논스톱
- 논스톱 4